# Turuptiana ochrostoma
Turuptiana ochrostoma là một loài bướm đêm thuộc phân họ Arctiinae, họ Erebidae.